# Nanopartikel-Tracking-Analyse
Die Nanopartikel-Tracking-Analyse (englisch Nanoparticle tracking analysis) (NTA) beschreibt eine analytische Methode zur Bestimmung von Partikelgrößen und flüssigen Medien. Hierfür wird die Brownsche Molekularbewegung genutzt, da deren Größe bei konstanter Temperatur allein von der Partikelgröße abhängig ist.
Durch eine optische Bildgebung werden die Bewegungsgeschwindigkeiten der einzelnen Partikel verfolgt, also getrackt, und durch den Computer ausgewertet. Dadurch kann eine Partikelgrößenverteilung gewonnen werden.
Mittlerweile existiert eine verbesserte Methode der NTA, bekannt unter der Bezeichnung „interferometrisches NTA“ (iNTA). Hierbei nutzt man das Prinzip der iSCAT Mikroskopie, um das schwache Streulicht des Partikels zu verstärken. Im Gegensatz zu NTA, bietet iNTA eine wesentlich besseres Auflösungsvermögen, was zum einen durch die höhere Bildrate (5000 Bilder pro Sekunde; NTA: 25–60 Bilder pro Sekunde), aber auch durch den Partikelkontrast realisiert wird.